# Sophus Juncker-Jensen

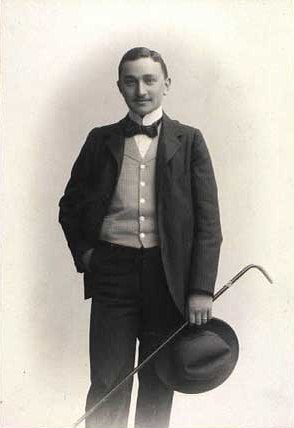
Sophus Juncker-Jensen: Emil Glückstadt

Sophus Peter Frederik Juncker Jensen (16. února 1859 Vejle – 15. října 1940) byl dánský portrétní fotograf.

## Život a dílo
Juncker Jensen působil v roce 1880 jako asistent fotografa G. Stöckela z Bornholmu a je pravděpodobně totožný s S. Junckerem Jensenem, který je zmiňován v Ronne Provincial Directory 1882-83 a 1883-84. Absolvoval fotografické školení v Paříži. V roce 1888 otevřel fotografické studio v Kodani a také v Vimmelskaftetu 39-41, kde působil jako portrétní fotograf. Měl monopol na publikování snímků pro Severskou průmyslovou zemědělskou a uměleckou výstavu v Kodani roku 1888. Některé z těchto fotografií, stejně jako mnoho jeho portrétů má k dispozici Dánská královská knihovna. Asi od roku 1891 začal na hlavičkovém papíře psát své jméno s pomlčkou.
Juncker-Jensen byl jedním z prvních fotografů v Nordenu, který se věnoval barevné fotografii.
Juncker-Jensen působil jako podnikatel v kinematografii v Espergærde v letech 1923-24 jako manažer. Kino bylo však uzavřeno v roce 1970 a budova byla přeměněna na komerční podnik.
Podnikání po něm převzali jeho synové Frederick Juncker-Jensen (19. března 1898 - 23. března 1924) a Jens Juncker-Jensen (* 9. března 1910).
Mezi jeho žáky patřila Bodil Hauschildtová a v letech 1911–1913 se u něho zaučoval Ólafur Magnússon.

## Pozadí
Od počátku 20. století začali dánští fotografové projevovat zájem o sportoviště a koupaliště, kde mohli fotografovat ženy v lehkém oblečení. Helgoland, oblíbené koupaliště na předměstí Kodaně, lákalo řadu fotografů včetně Sophuse Junckera-Jensena, Holgera Damgaarda, Mary Willumsenové, Julia Aagaarda nebo Petera Elfelta.

## Galerie

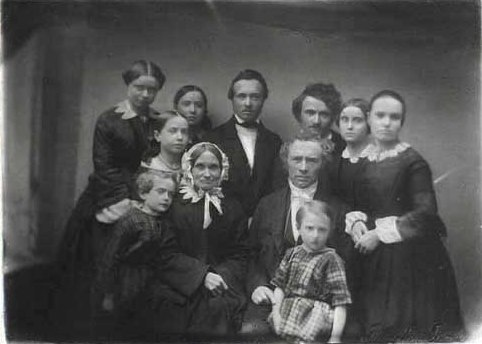
Peter Andreas Fenger s rodinou
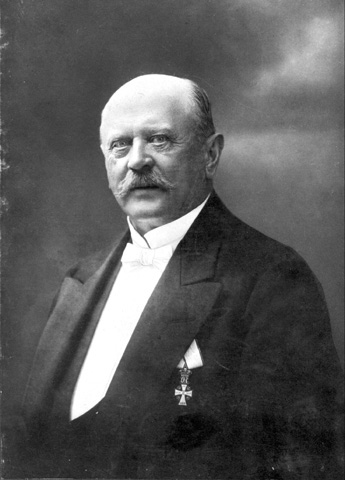
Marius Windfeld-Hansen
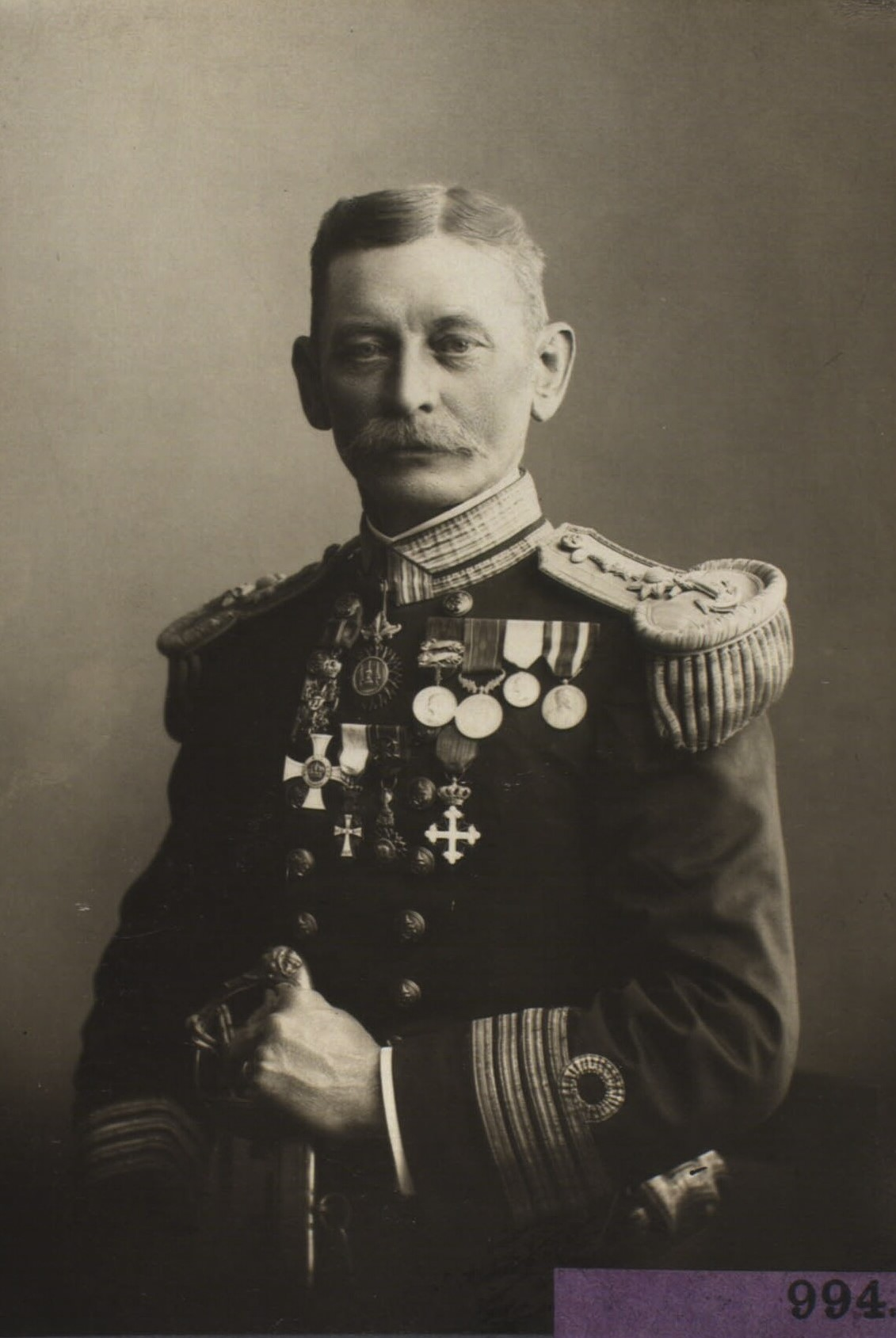
Louis August du Plessis de Richelieu
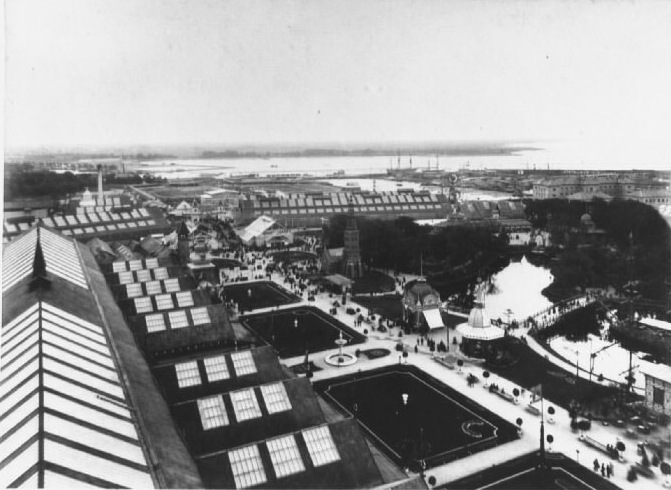
Výstavní areál v Kodani, 1888